# Eduardo Rodríguez (actor)
Eduardo Rodríguez Álvarez (n. San Luis Potosí; 26 de enero de 1974) es un actor y modelo mexicano.

## Filmografía

### Telenovelas
- La casa de los famosos (2022) .... Él mismo[1]
- Tenías que ser tú  (2018) .... Roque
- El Bienamado  (2017) .... Carrasco
- Corazón valiente (2012) .... Esteban de la Vega
- Amar de nuevo (2011) .... Roman
- Soy tu dueña (2010) .... Dr. Esteban Noguera
- Bajo las riendas del amor (2007) .... Enrique Fernández
- La fea más bella (2006) .... Lalo
- Peregrina (2005) .... Benjamín
- Rubí (2004) .... Saúl
- Rebeca (2003) .... León Valverde
- ¡Vivan los niños! (2002-2003) .... Gerardo
- Mujer bonita (2001) .... Virgilio
- Abrázame muy fuerte (2000-2001) .... Máximo "Max" Ruiz
- Siempre te amaré (2000) .... Raúl Acosta
- Alma rebelde (1999)
- Serafín (1999) .... Bernal
- Soñadoras (1998-1999) .... Pancho
- Preciosa (1998) .... Leopoldino

### Series de Televisión
- Esta historia me suena (2023)[2]
- Las estrellas bailan en Hoy (2021)[3]
- Como dice el dicho (2016-2018)
- Ugly Betty (2006) .... Galo Rivera
- Gente que llora S.A. (2006)
- Piel de estrellas (2005)
- Marco línea perdida (2004)
- Punto y aparte (2002) .... Marcelo
- Mujer, casos de la vida real (2002) .... Varios episodios
- Broken Vessels (1998) .... Onlooker